# Cheltenham Town Football Club 2015-2016
Questa voce raccoglie le informazioni riguardanti il Cheltenham Town Football Club nelle competizioni ufficiali della stagione 2015-2016.

## Rosa
| N. |                        | Ruolo | Calciatore              |
| -- | ---------------------- | ----- | ----------------------- |
| 2  | Inghilterra (bandiera) | D     | Jack Barthram           |
| 3  | Scozia (bandiera)      | D     | George McLennan         |
| 4  | Inghilterra (bandiera) | D     | Kyle Storer             |
| 5  | Australia (bandiera)   | D     | Aaron Downes (capitano) |
| 6  | Galles (bandiera)      | D     | Daniel Parslow          |
| 7  | Inghilterra (bandiera) | C     | Harry Pell              |
| 8  | Inghilterra (bandiera) | C     | Billy Waters            |
| 9  | Inghilterra (bandiera) | A     | Danny Wright            |
| 10 | Inghilterra (bandiera) | A     | Amari Morgan-Smith      |
| 11 | Inghilterra (bandiera) | C     | Jack Munns              |
| 13 | Galles (bandiera)      | A     | Eliot Richards          |
| 14 | Inghilterra (bandiera) | C     | Asa Hall                |
| 15 | Inghilterra (bandiera) | D     | Jack Deaman             |

| N. |                          | Ruolo | Calciatore           |
| -- | ------------------------ | ----- | -------------------- |
| 16 | Inghilterra (bandiera)   | C     | Joe Hanks            |
| 17 | Inghilterra (bandiera)   | C     | Zack Kotwica         |
| 18 | Inghilterra (bandiera)   | D     | Paul Black           |
| 19 | Inghilterra (bandiera)   | C     | Omari Sterling-James |
| 21 | Inghilterra (bandiera)   | C     | Harry Williams       |
| 22 | Inghilterra (bandiera)   | A     | Bobby Dale           |
| 23 | Inghilterra (bandiera)   | D     | James Bowen          |
| 24 | Inghilterra (bandiera)   | C     | Adam Powell          |
| 25 | Inghilterra (bandiera)   | C     | Jason Taylor         |
| 26 | Inghilterra (bandiera)   | A     | John Marquis         |
| 27 | Inghilterra (bandiera)   | C     | James Dayton         |
| 29 | Guinea-Bissau (bandiera) | C     | Eusébio Bancessi     |
| 30 | Inghilterra (bandiera)   | P     | Harry Reynolds       |